# Le Mesnil-Lieubray
Le Mesnil-Lieubray ist eine französische Gemeinde mit 94 Einwohnern (Stand 1. Januar 2022) im Département Seine-Maritime in der Region Normandie (vor 2016 Haute-Normandie). Sie gehört zum Arrondissement Dieppe und ist Teil des Kantons Gournay-en-Bray (bis 2015 Argueil).

## Geographie
Le Mesnil-Lieubray liegt etwa 43 Kilometer ostnordöstlich von Rouen. Umgeben wird Le Mesnil-Lieubray von den Nachbargemeinden Sigy-en-Bray im Norden und Nordwesten, Argueil im Norden und Nordosten, Fry im Osten, La Feuillie im Süden und Südosten, Nolléval im Süden und Südwesten sowie La Hallotière im Westen.

## Bevölkerungsentwicklung
| Jahr                      | 1962 | 1968 | 1975 | 1982 | 1990 | 1999 | 2006 | 2013 |
| Einwohner                 | 148  | 114  | 106  | 105  | 82   | 65   | 91   | 104  |
| Quelle: Cassini und INSEE |      |      |      |      |      |      |      |      |

## Sehenswürdigkeiten
- Kirche Sainte-Geneviève
- Schloss La Reine-Blanche

## Persönlichkeiten
- Charles Pigeon (1838–1915), Erfinder